# پاپ رپ
پاپ رپ که پاپ هیپ هاپ نیز نامید می‌شود، یک سبک از موسیقی است که رپ از موسیقی هیپ هاپ با موسیقی پاپ را ترجیح ملودیک صدای خواننده و آهنگ‌های جاذب درآمیخته‌است. این ژانر در دهه ۱۹۹۰ محبوبیت اصلی پیدا کرد، اگرچه تأثیرات و ریشه‌های رپ پاپ می‌تواند به هنرمندان هیپ هاپ اواخر ۱۹۸۰ مانند ران-دی.ام.سی، ال ال کول جی و بیستی بویز بازگردد. اشعار اغلب با نشاط، با بند برگردان شبیه به کسانی که در موسیقی پاپ شنیده می‌شود.

## مشخصات
ترانه‌های پاپ رپ اغلب دارای محتوای غنایی مشابه آهنگ‌های پاپ با موضوعاتی مانند عشق و روابط یا سانتیمانتالیسم هستند.

## تاریخچه

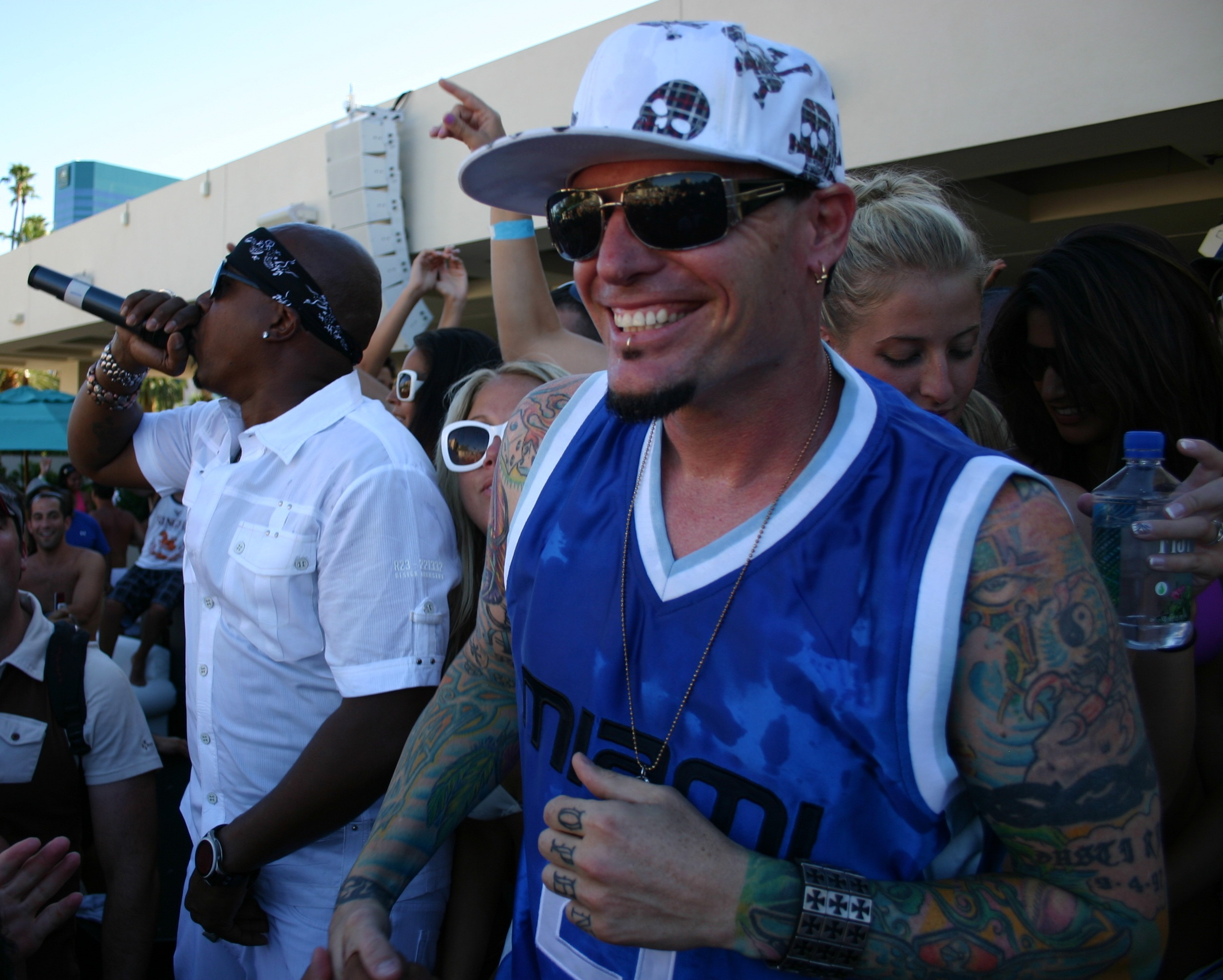
امی‌سی همر در ژوئیه ۲۰۰۹ با وانیلا آیس اجرا کرد، که هر دو به دلیل ترکیب موسیقی رپ با قلاب‌های جذاب به عنوان هنرمندان اولیه پاپ رپ توصیف شدند.

در دهه ۱۹۸۰، هنرمندان رپ از جمله ران-دی.ام.سی و ال ال کول جی نقشه‌ها و ریشه‌های پاپ-رپ را تنظیم کردند، زیرا ناگهان وارد جریان اصلی شدند. ال ال جی کول به عنوان اولین خواننده موسیقی پاپ رپ در تاریخ توصیف شد، هنگامی که او در اولین آلبوم خود در سال ۱۹۸۵ در رادیو مطرح شد. ام‌تی‌وی تک آهنگ ال ال جی کول در سال 1987 «I Need Love» را «یکی از اولین بازدیدهای موسیقی متقاطع پاپ رپ توصیف کرده‌است. بعدها، هنرمندان رپ مانند Tone Loc , یانگ ام‌سی و ویل اسمیت سپس آهنگ‌های مهمانی را تنظیم کردند و از محبوبیت خود برای قصه گویی استفاده کردند. در طول دهه ۱۹۹۰، رپ پاپ حتی بیشتر گسترش یافت زیرا موسیقی هیپ هاپ نیز به شدت با موسیقی رقص و آراندبی معاصر ارتباط برقرار کرد.
در اوایل دهه ۱۹۹۰، ام‌سی همر و وانیلا آیس به ترتیب با آهنگ‌هایی مانند «U Can't Touch This» و «Ice Ice Baby» وارد جریان اصلی شدند. آنها باعث شدند پاپ-رپ «تمسخر شود (و گاهی اوقات به دادگاه کشانده شود) به خاطر وام گرفتن» از تک آهنگ‌های معروف. لحظه مهم دیگر بازسازی آهنگ ۱۹۹۵ ماریا کری «Fantasy» با Ol 'Dirty Bastard بود.
در اواخر دهه ۱۹۹۰ و اوایل دهه ۲۰۰۰، خوانندگان رپر مانند جا رول تم‌های رپ گانگستری را با عناصر پاپ و موسیقی سول دهه ۱۹۸۰ ترکیب کردند. پاپ رپ تحت سلطه بسیاری از هنرمندان بود.

## پذیرش اجتماعی

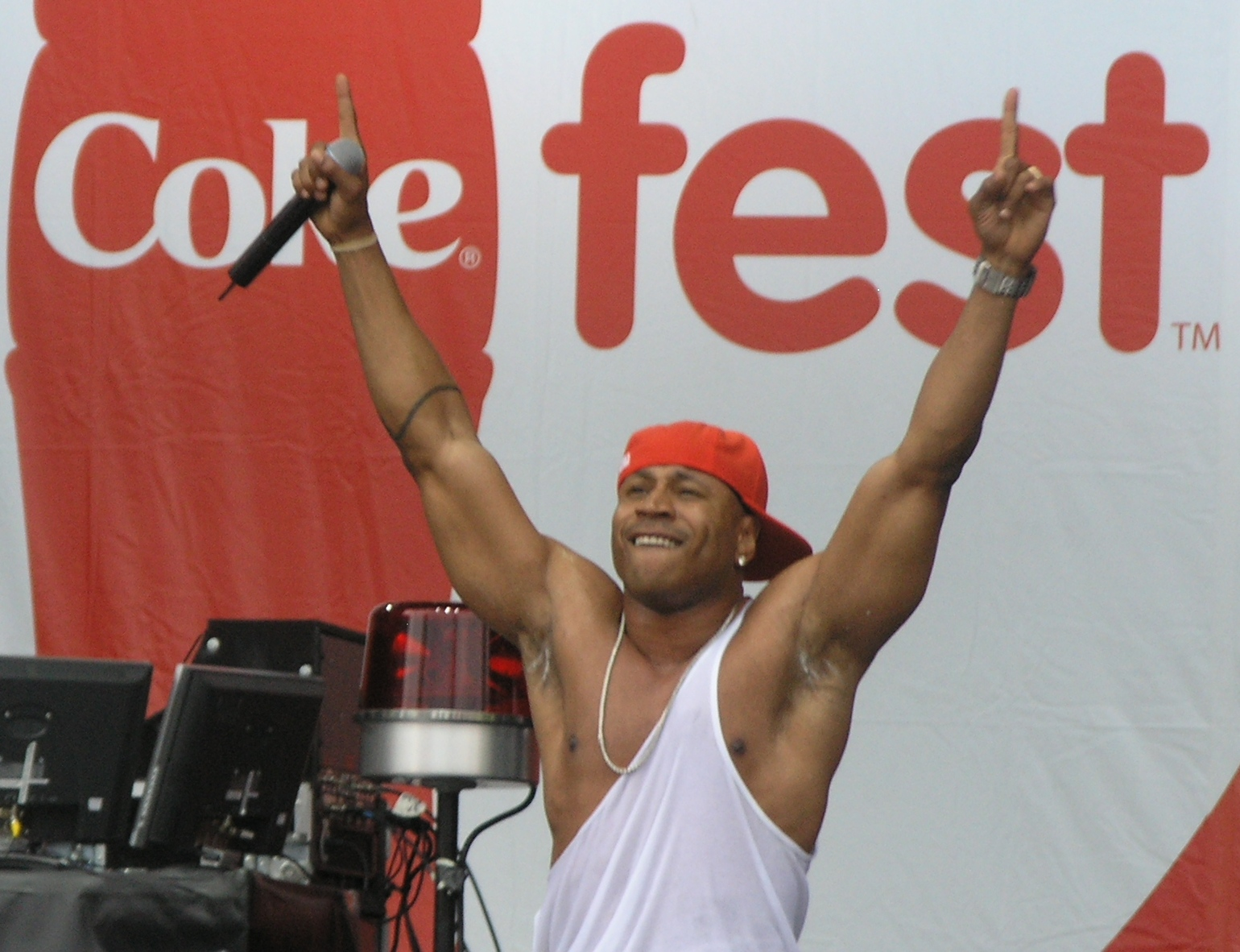
گرفته شده در طول جشنواره کوک من (MyCokeFest) در پارک المپیک سنتنیال در آتلانتا

وقتی Spotify دسته رپ پاپ را در سال ۲۰۱۹ معرفی کرد، کاربران توییتر در مورد آنچه این ژانر «جدید» پیشنهاد می‌کند دچار سردرگمی شدند. وقتی اسپاتیفای این ژانر را برای کاربران خود طبقه‌بندی کرد و به آنها پیشنهاد داد به رپ پاپ گوش دهند، برخی از کاربران حتی گیج شدند. خواننده مشهور آمریکایی LL Cool J ایده برچسب زدن او را به عنوان «پیشاپیش رپ پاپ» نپذیرفت و در آوریل ۲۰۲۱ در مورد آن توییت کرد.